# Ignaz Trebitsch-Lincoln

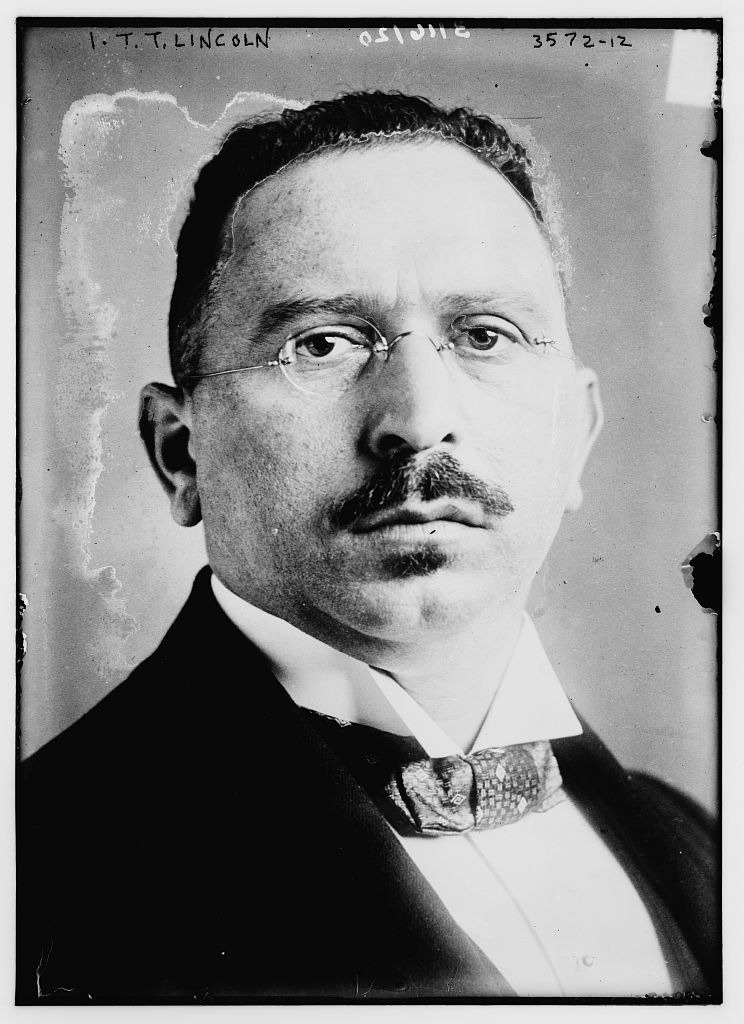
Ignatius Trebitsch-Lincoln vers l'any 1915

Ignaz Trebitsch-Lincoln —Ignác Trebitsch en hongarès; Ignaz Thimoteus Trebitzsch en alemany—, també conegut, més endavant, com Ignatius Timothy Trebitsch-Lincoln i Chao Kung —en pinyin— (4 d'abril de 1879, Paks, Hongria -4 d'octubre de 1943 a Xangai, Xina) fou un missioner, parlamentari, aventurer, agent doble (i possiblement, triple). La seva família era de religió jueva ortodoxa, De jove va ser alumne de Reial Acadèmia d'Art Dramàtic però va haver d'abandonar els seus estudis i va anar a Anglaterra on va ser batejat com a cristià i estudià per a ser pastor protestant. Es va traslladar al Canadà per exercir com a missioner però tornà a Anglaterra,on fa amistats amb personalitat importants i on va ser membre de la Cambra dels Comuns. Més tard viatjà a Romania per dedicar-se al negoci del petroli que no li reportà el beneficis que esperava. Amb l'esclat de la Primera Guerra ofereix els seus serveis als britànic que no el van acceptar i, llavors, es dirigeix als alemanys que l'accepten com a espia. Els britànics el capturen (després de fugir als Estats Units) i l'empresonen. Pocs anys després el deporten.(1919), Al continent es va vincular a l'extrema dreta alemanya.Acaba vivint a la Xina on arribarà a ser monjo budista amb el nom de Chao Kung. Al Japó va col·laborar en la propaganda anti-britànica i quan esclatà la Segona Guerra Mundial va col·laborar amb els seus amics nazis i intentà l'aixecament dels budistes d'Àsia. Trebitsch-Lincoln va patir greus depressions però amb fases d'eufòria. El seu fill fou torturat pels japonesos a Java. És autor de “Autobiography of an Adventurer” i “Revelations of an International Spy”.